# Tu fais pas le poids, shérif !
Série
Cours après moi shérif
(1977) Smokey and the Bandit Part 3
(1983)
Pour plus de détails, voir Fiche technique et Distribution.
Tu fais pas le poids, shérif ! (Smokey and the Bandit II) est un film américain réalisé par Hal Needham, sorti en 1980. Il s'agit de la suite de Cours après moi shérif. Un troisième et dernier volet sera tourné en 1983 : Smokey and the Bandit Part 3.

## Synopsis
Le Bandit et Cledus doivent transporter un éléphant pour le compte de Big Enos qui se présente comme candidat à la présidence du parti.

## Fiche technique
- Titre original : Smokey and the Bandit II
- Titre français : Tu fais pas le poids, shérif !
- Réalisation : Hal Needham
- Scénario : Hal Needham, Brock Yates (en), Jerry Belson, Robert L. Levy et Michael Kane
- Photographie : Michael C. Butler
- Musique : Snuff Garrett
- Production : Peter Burrell, Hank Moonjean et Michael A. Cherubino
- Pays d'origine : États-Unis
- Format : Couleurs - 1,85:1 - Mono
- Genre : action, comédie
- Durée : 100 minutes
- Date de sortie : 1980

## Distribution
Légende : 1er doublage (1980) ; 2e doublage (200?)
- Burt Reynolds  (VF : Serge Sauvion ; Marc Alfos)  : Bandit
- Jackie Gleason  (VF : Louis Arbessier ; Jean-Claude Sachot)  : shérif Buford T. Justice / Gaylord Justice / Reginald Van Justice
- Jerry Reed  (VF : Lionel Tua)  : Cledus
- Dom DeLuise  (VF : Jean Michaud ; Alain Flick)  : Doc
- Sally Field (VF : Maïk Darah ; Julie Turin) : Carrie dit Grenouille
- Paul Williams (VF : Guy Piérauld) : Little Enos
- Pat McCormick (VF : Roger Lumont ; Michel Modo) : Big Enos
- David Huddleston (VF : Michel Vocoret) : John Conn
- Mike Henry (VF : José Luccioni) : Junior
- John Anderson (VF : Edmond Bernard ; Max André) : le Gouverneur
- Brenda Lee (VF : Marcelle Lajeunesse ; Dany Laurent) : Nice Lady
- Don Williams : lui-même
- Terry Bradshaw (VF : Jean Roche) : lui-même
- Joe Greene : lui-même
- Joe Klecko : lui-même
- John Megna : P.T.
- Chuck Yeager : invité de fête